# 卡斯蒂列霍-谢拉
卡斯蒂列霍-谢拉，是西班牙卡斯蒂利亚-拉曼恰昆卡省的一个市镇。总面积30平方公里，总人口47人（2001年），人口密度2人/平方公里。